# (11506) Toulouse-Lautrec
(11506) Toulouse-Lautrec ist ein Asteroid des Hauptgürtels, der am 2. März 1990 von dem belgischen Astronomen Eric Walter Elst am La-Silla-Observatorium der Europäischen Südsternwarte (IAU-Code 809) in Chile entdeckt wurde.
(11506) Toulouse-Lautrec wurde am 23. Mai 2000 nach dem post-impressionistischen französischen Maler und Grafiker Henri de Toulouse-Lautrec (1864–1901) benannt, der in seinen Werken das Leben der Bohème rund um den Montmartre mit den Mitteln der Farblithografie darstellte.